# خرف مرض باركنسون
خرف مرض باركنسون (PDD) هو خرف مرتبط بمرض باركنسون (PD). وهو أحد أنواع الخرف المرتبطة بجسيمات ليوي، والذي يتميز بترسبات شاذة لجسيمات ليوي في الدماغ، بالاشتراك مع الخرف المصحوب بجسيمات ليوي.
يبدأ مرض باركنسون اضطرابًا حركيًّا، ولكنه يتطور في معظم الحالات ليشمل الخرف وتغيرات في المزاج والسلوك. تتشابه علامات وأعراض والشكل المعرفي لخرف مرض باركنسون خرف جسيمات ليوي. يُعد مرض باركنسون عامل اختطار للخرف؛ حيث يُسَرِّع من تَنَكُّس المعرفة الإدراكية مما يؤدي إلى خرف مرض باركنسون. يعاني ما يصل إلى 78% من الأشخاص المصابين بمرض باركنسون من الخرف. ويكون الوهام في حالة خرف مرض باركنسون أقل شيوعًا منها في حالة الخرف المصحوب بجسيمات ليوي.

## المجتمع والثقافة
تتفاوت التوعية العامة حول داء جسيمات ليوي كثيرًا عن مرض باركنسون وآلزهايمر، بالرغم من أن داء جسيمات ليوي ثاني أكثر أنواع الخرف شيوعًا بعد مرض آلزهايمر.

## وصلات خارجية
معلومات عن خرف مرض باركنسون على مؤسسة باركنسون